# Burkhard Schröder
Burkhard Schröder, né le 19 décembre 1957, à Berlin, en Allemagne de l'Ouest, est un ancien joueur allemand de basket-ball. 